# Llista de fills il·lustres de Palma
Aquesta és una llista dels fills il·lustres de Palma, Mallorca.

## A
- Joan Salvador Abrines
- Tomàs Aguiló Fortesa
- Marian Aguiló Fuster
- Arnau Albertí Fortuny
- Joan Alcover Maspons
- Jeroni Agustí Alemany Moragues
- Alfons XII
- Alfons XIII
- Gabriel Alomar i Villalonga
- Josep d'Alòs i Bru
- Josep Maria d'Alós i de Móra
- Antoni d'Alòs i de Rius
- Joan Alzina Vinyavella

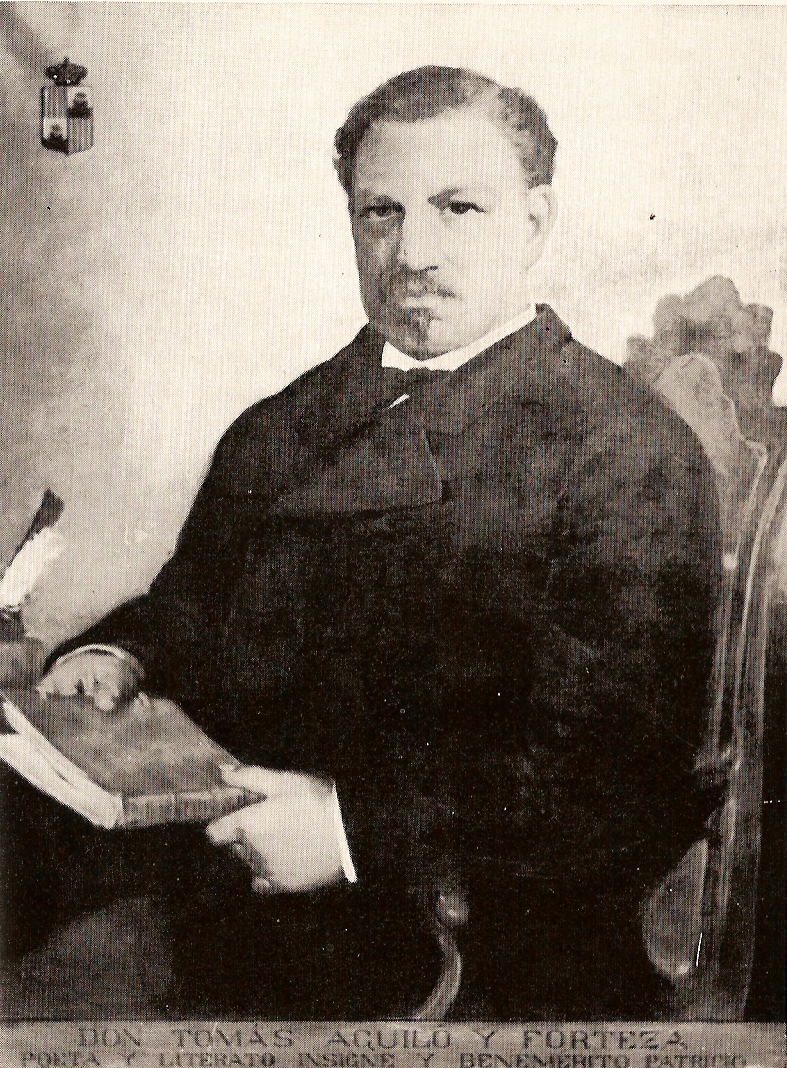
Tomàs Aguiló Forteza, Galeria de Fils Il·lustres de Palma

- Bàrbara Andreu Malferit Sor Clara Andreu

## B

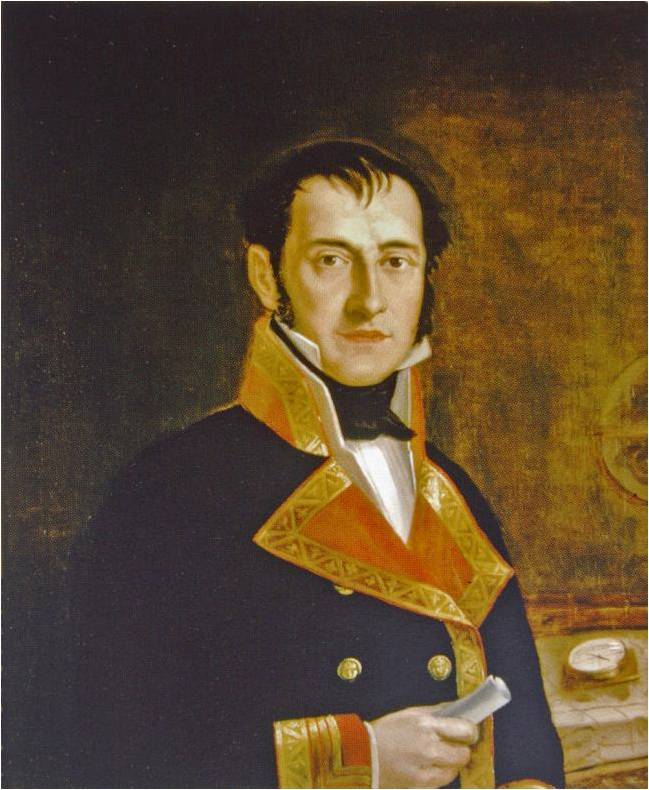
Retrat de Felip Bauzá i Cañas del Museu Naval de Madrid.

- Hanníbal Barca, per mor d'una llegenda nascuda d'una lectura d'un text de Plini el Vell, que el feia originari de l'illa Parva Hannibalis
- Pere Antoni Artigues Suau
- Joan Antoni Bacó Despuig
- Joan Ballester
- Joan Ballester De Zafra
- Antoni Barceló i Pont de la Terra
- Francesca Maria Verònica Bassa Bisquerra
- Felip Bauçà Canyes
- Simó Bauçà Sales
- Gaspar Bennàssar i Moner
- Gaspar de Bono i Montsó
- Pere Borguny Bisquerra
- Paul Bouvij Van Schorremberg

## C
- Josep Cabrinetti Cladera
- Pere Joan Campins Barceló
- Jaume Cànaves Marc
- Jaume Capdebou "El Sant Novici"
- Carles I
- Carles III
- Carles IV
- Pere Caro Sureda
- Guillem Caselles
- Antoni Cerdà i Lloscos
- Elisabet Cifre De Colonya
- Bartomeu Coc Bordils
- Joanot Colom
- Mateu Colom Canals
- Josep Maria Colubí Gomila
- Constança d'Aragó i d'Entença
- Hug Contestí
- Miquel Costa i Llobera
- Josep Cotoner i Allendesalazar
- Bernat Lluís Cotoner i Ballester
- Ferran Cotoner i d'Olesa
- Marc Antoni Cotoner i d'Olesa
- Nicolau Cotoner i d'Olesa

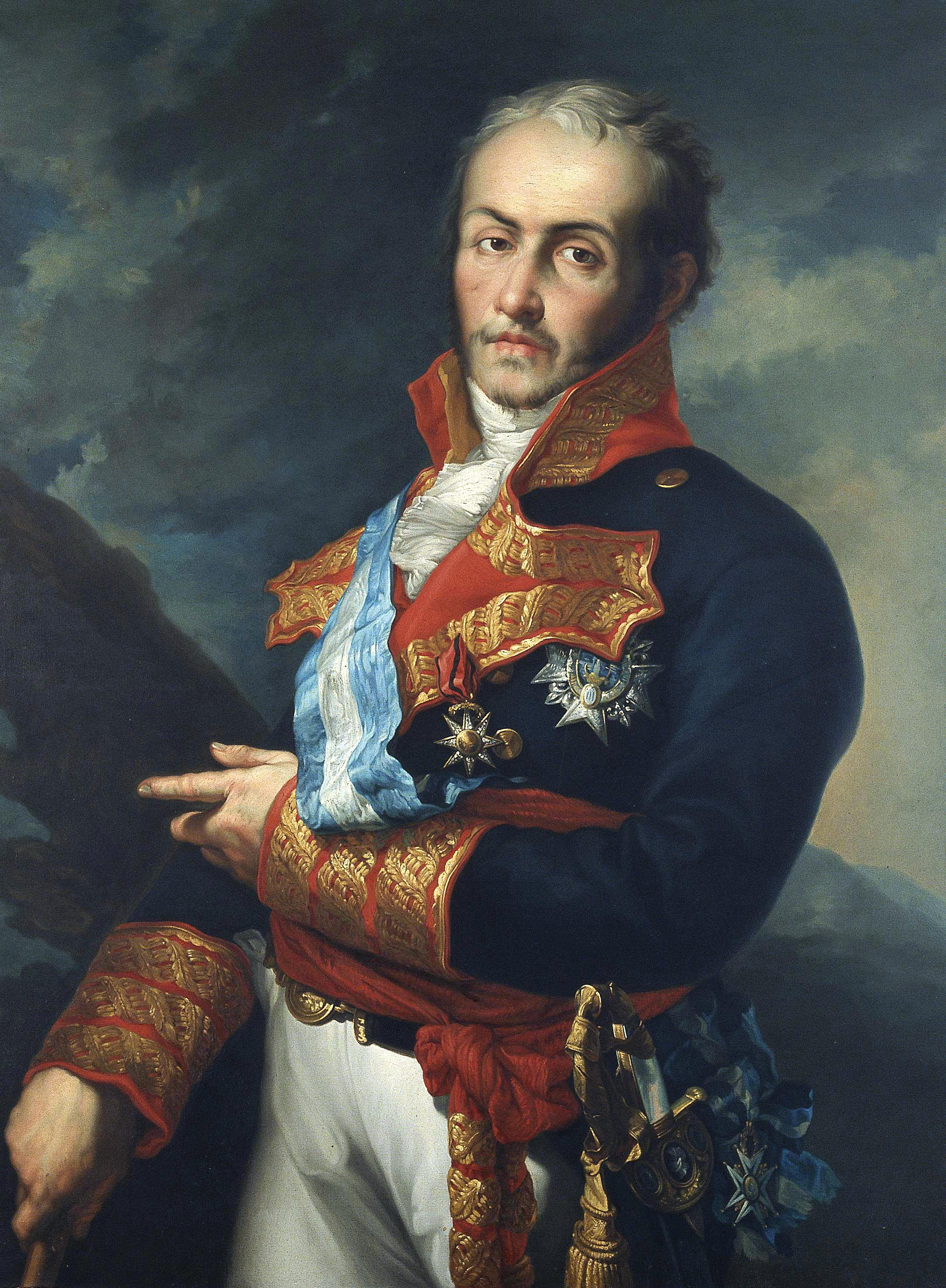
Pere Caro i Sureda, III marquès de la Romana

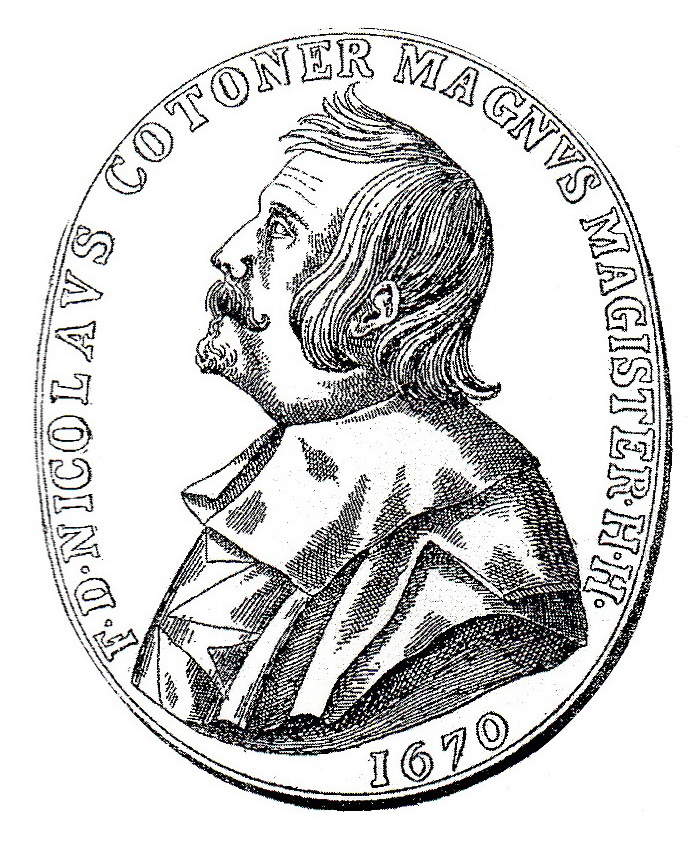
Nicolau Cotoner en un gravat de 1670

- Marc Antoni Cotoner i Sureda Vivot
- Joan Crespí
- Joan Crespí Fiol
- Antoni Creus Ponç

## D
- Antoni Dameto i Dameto
- Francesc Xavier Dameto i Despuig
- Emili Darder Cànaves
- Joan Baptista Desbac Martorell
- Llorenç Despuig i Martínez De Marcilla
- Ramon Despuig i Safortesa

## E
- Enric d'Espanya i de Taverner
- Eusebi Estada Sureda
- Miquel Estela Ponç
- Joan Estelric

## F

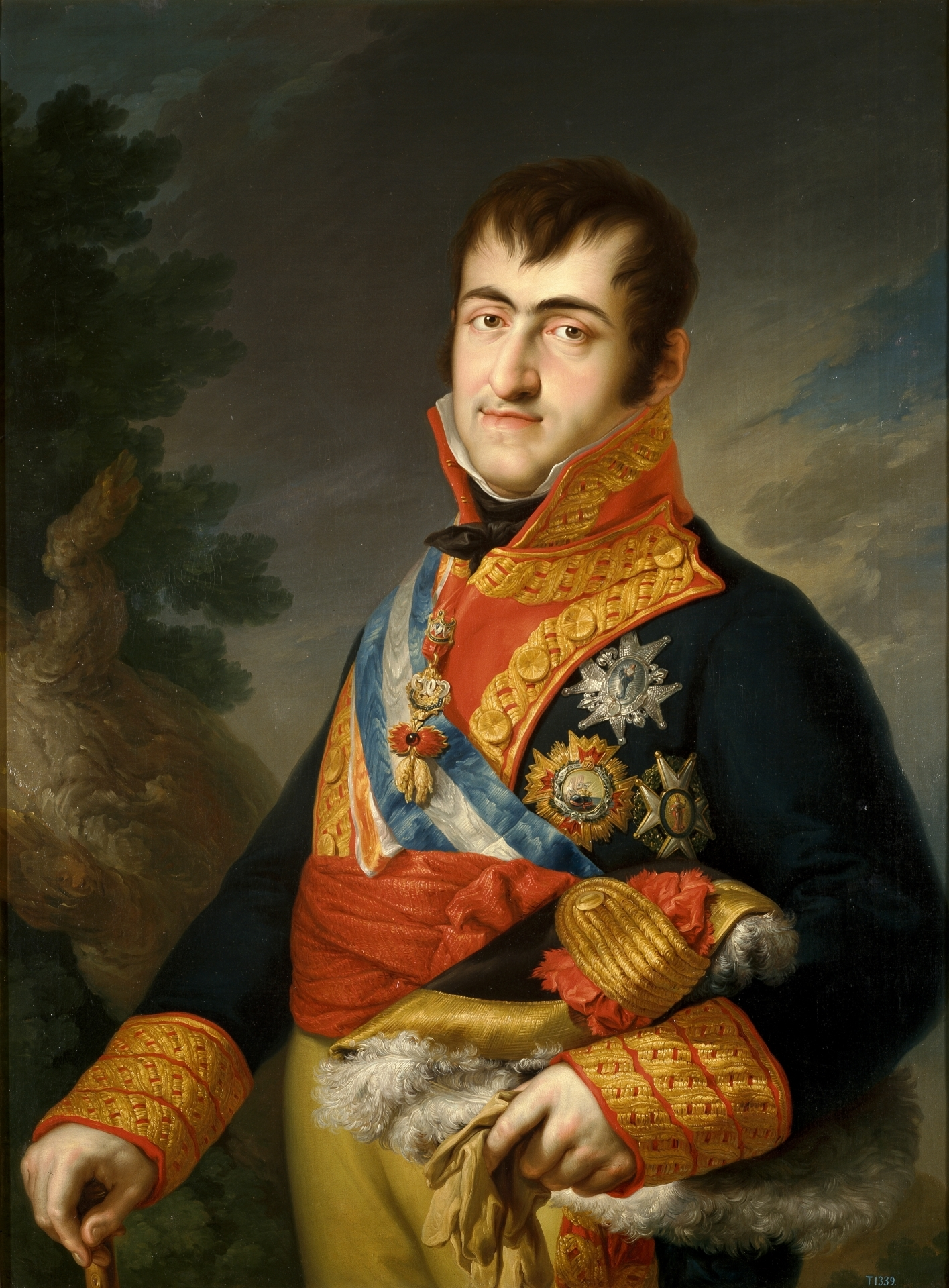
Ferran VII d'Espanya

- Felip de Mallorca
- Ferran VII
- Ferran de Mallorca
- Miquel Ferrer Flórez[1]
- Ignasi Fiol Tomàs
- Júlia Benet Fontirroig i Gibert
- Tomàs Forteza i Cortès
- Guillem Forteza i Pinya

## G
- Bartomeu Gayman Alomar
- Gaietana Alberta Giménez Adrover
- Joan Girard
- Gregori Gual-Desmur i de Pueyo

## H
- Manuela De Los Herreros i Sorà

## I

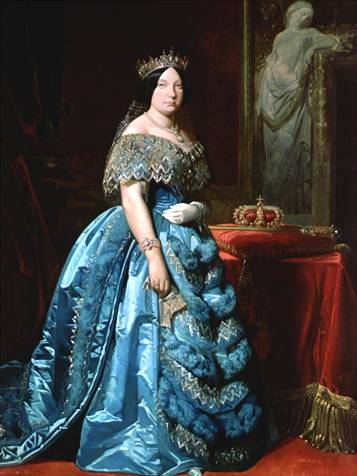
Isabel II d'Espanya

- Isabel II
- Damià Isern Marcó

## J
- Jaume I
- Jaume II
- Jaume III
- Jaume IV de Mallorca
- Alexandre Jaume Rosselló[2]
- Mateu Jaume i Garau
- Melcior Jaume Vallespir Fra Lluís Jaume
- Vicenç Joan Rosselló
- Gaspar Melchor de Jovellanos
- Gabriel Llabrés i Quintana
- Antoni Llinars Maçanet
- Gabriel Llompart Jaume
- Lluís Salvador d'Habsbrug-Lorena
- Bartomeu Llull
- Ramon Llull

## L
- Josep Maria Llompart[1]

## M
- Guillem Malferit Llompart
- Arnau Marí de Santacília
- Maria Cristina de Borbó
- Josep Maria Llompart i de la Peña
- Pere Miquel Marquès Garcia
- Antoni Martorell i Miralles[1]
- Vicenç Mas
- Fèlix Mas Fiol
- Antoni Maria Massanet Verd
- Francesc Mateu Nicolau Uetam
- Joan Maura Gelabert
- Antoni Maura Montaner
- Bartomeu Maura Montaner
- Caterina Maura Pou
- Guillem Mesquida i Munar
- Antoni Xavier Mir Llorenç
- Miquel Mir Noguera
- Josep Miralles Sbert
- Joan Miró Ferrà

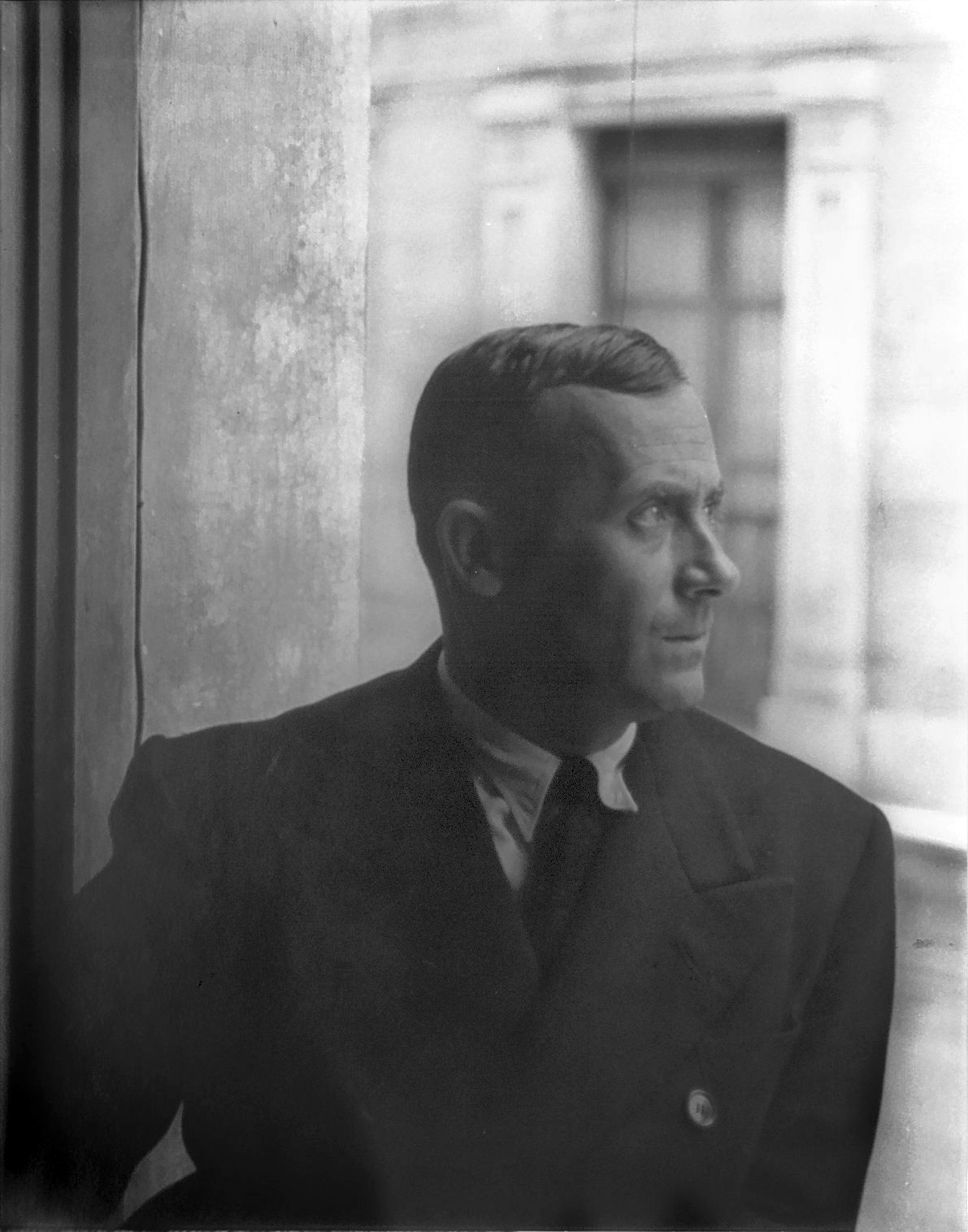
Joan Miró, el 1935

- Francesc de Borja Moll i Casasnovas[3]
- Antoni Moltó Díaz-Berrio
- Jeroni Moranta Caldentei
- Faust Morell Bellet
- Joan Muntaner Garcia
- Nicolau Muntanyans i de Berard

## N

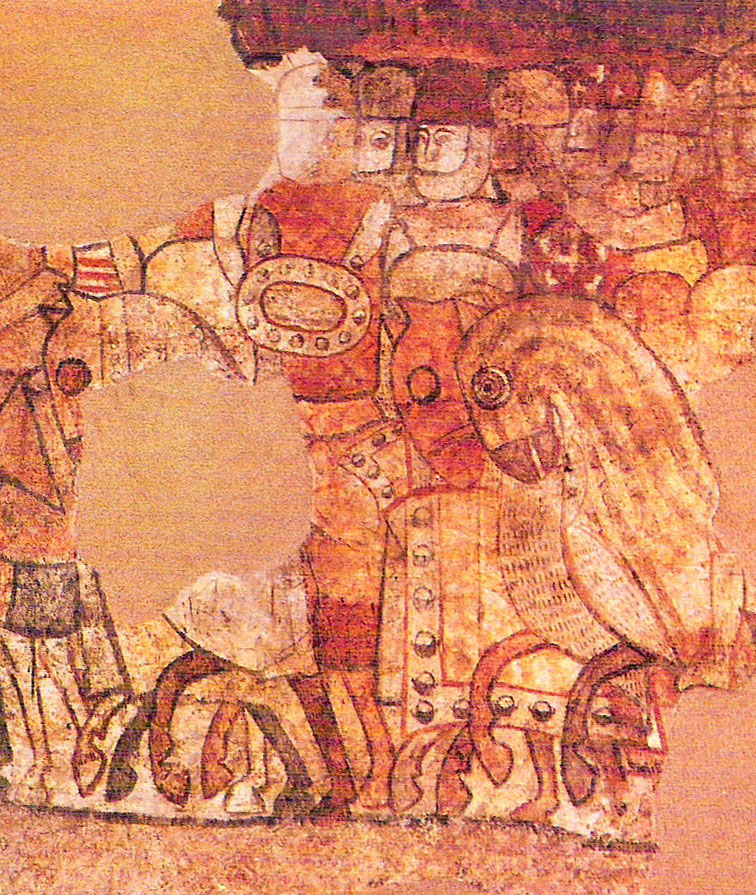
Representació de Nunó Sanç a les pintures murals del Saló del Tinell del Palau Reial Major de Barcelona

- Bernat Nadal Crespí
- Jeroni Nadal i Morey
- Sebastià Nicolau
- Nunó Sanç

## O

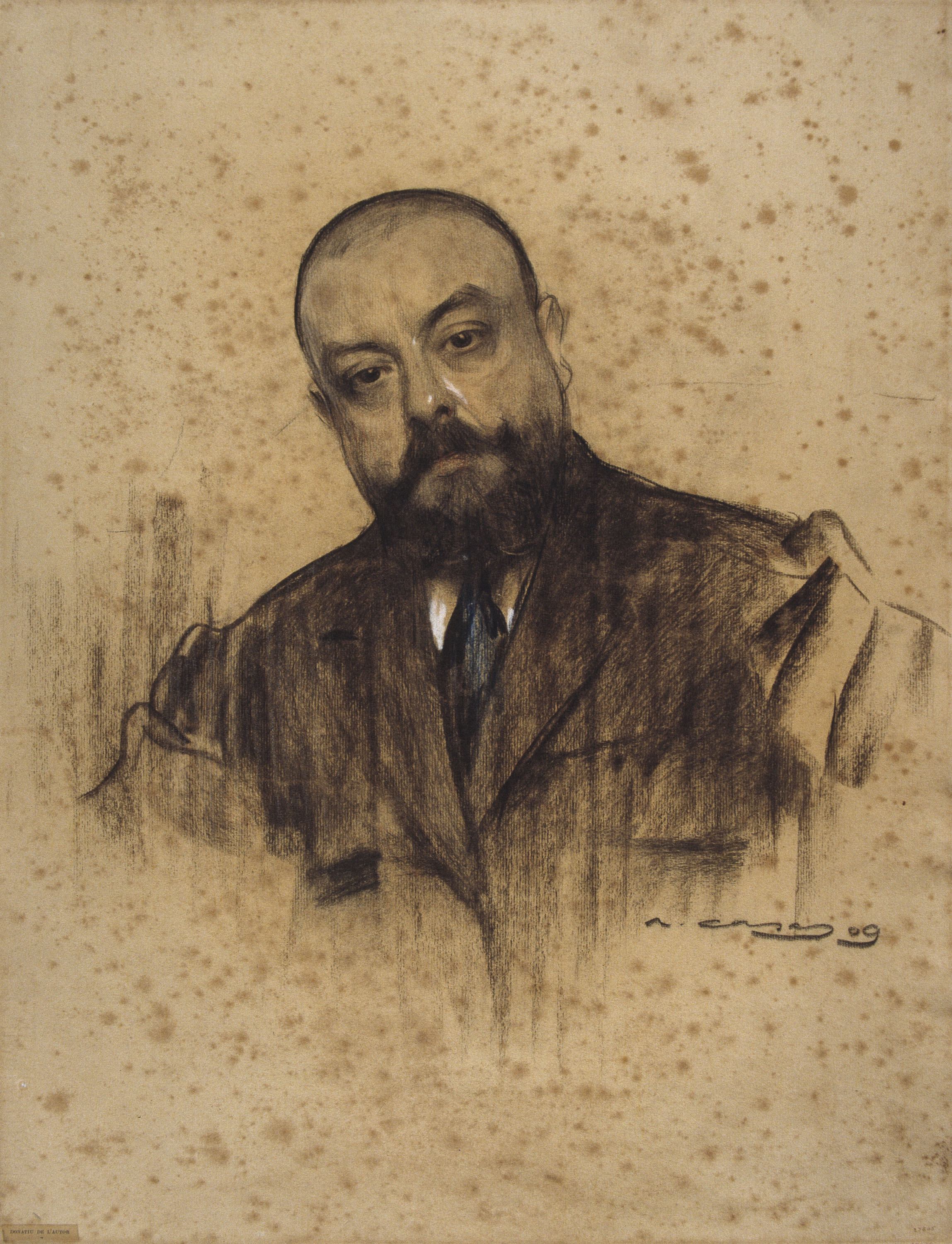
Miquel del Sants vist per Ramon Casas (MNAC).

- Joana Oliver Andreu
- Joan Oliver Castanyer Maneu
- Miquel dels Sants Oliver i Toldrà
- Elionor Beneta Ortiz Girart

## P
- Gabriel Palmer Verger
- Francesc Palou Amengual
- Joan Palou i Coll
- Bartomeu Pasqual Marroig
- Pere d'Alcàntara Penya Nicolau
- Joan Perelló i Pou
- Pere Francesc Pisà Manera
- Benet Pons i Fàbregues
- Antoni Pont i Pol
- Jaume Pou de Berard
- Emili Pou Bonet
- Pere de Puigdorfila
- Joan Antoni Puig Montserrat

## Q
- Josep Maria Quadrado Nieto
- Miquel Quetglas i Bauçà

## R
- Bernat Reus
- Bartomeu Riera

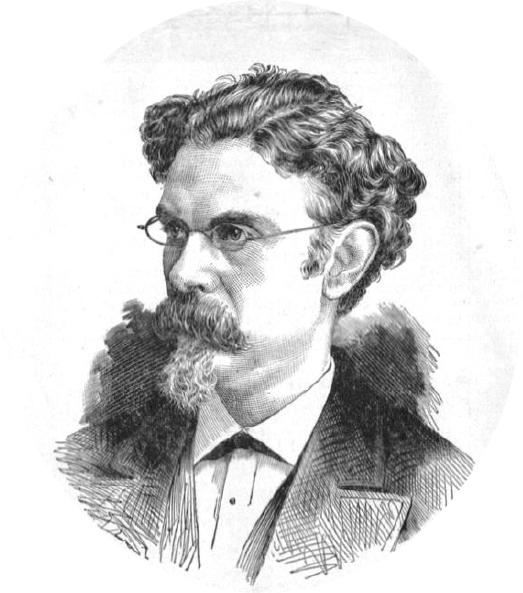
Jeroni Rosselló Ribera, 1879

- Josep Ignasi Rodríguez de Arias i Álvarez
- Alonso Rodríguez Gómez
- Pere Roig Noguera
- Nicolau Rossell
- Alexandre Rosselló Pastor
- Jeroni Rosselló Ribera
- Arnau Rossinyol i d'Olivella
- Bartomeu Rull Cànaves

## S
- Ferran de Sada Montaner
- Miquel Salvà Munar

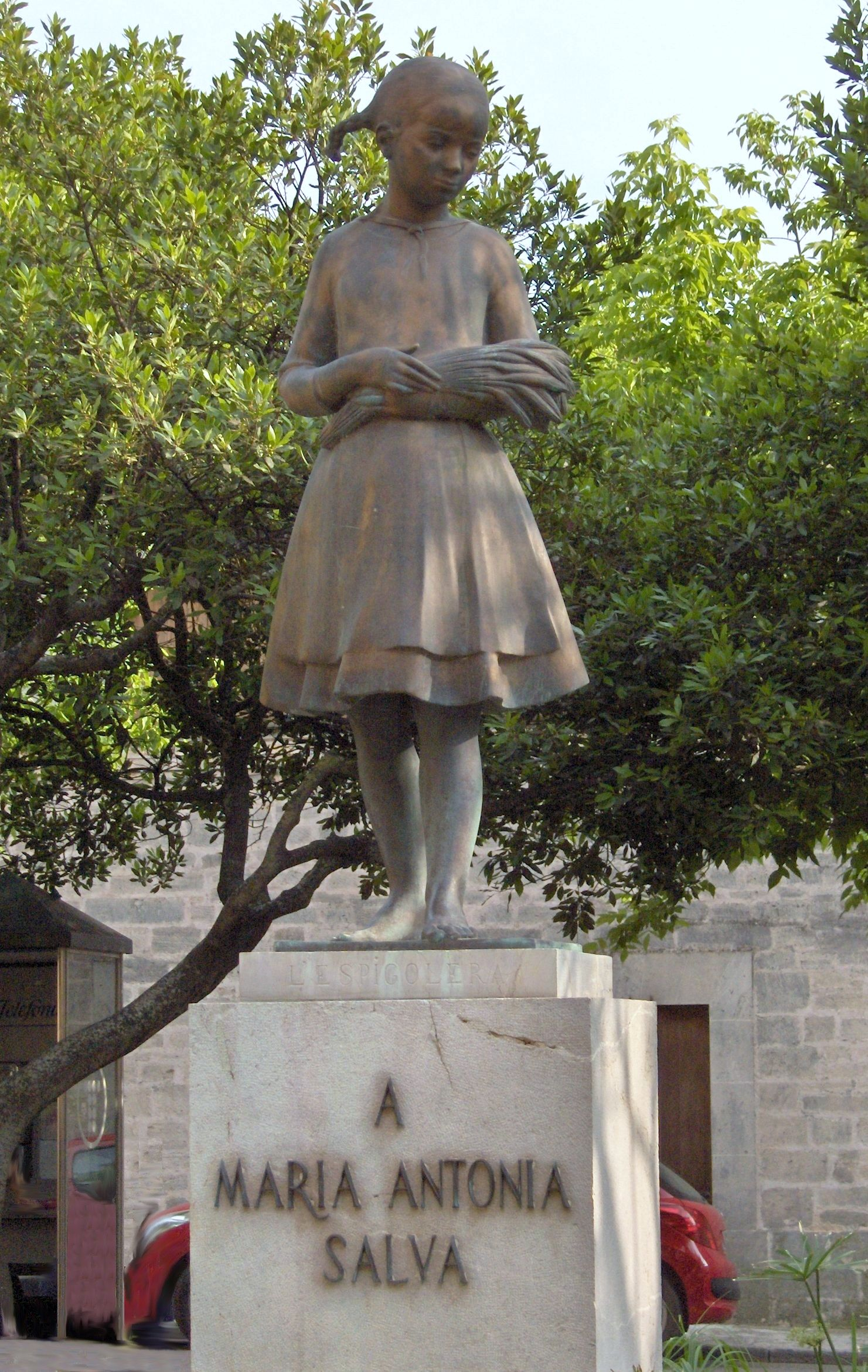
S'Espigolera. Monument a Maria Antònia Salvà, situat a la plaça del Convent de Sant Bonaventura de Llucmajor

- Maria Antonia Salvà de sa Llapassa Ripoll
- Sanç I de Mallorca
- Lluis de San Simón i Ortega
- Joaquim Sanxo Canyelles
- Joan Sastre Riutort
- Joan Manuel Sentmenat-Oms de Santapau i d'Oms
- Miquel Serra
- Miquel Josep Serra Ferrer (Juníper Serra)
- Rafel Serra Planes
- Tomàs Serralta
- Josep Socias Gradolí
- Miquel Gaietà Soler i Rabassa
- Joan Miquel Sureda i de Verí
- Ramon Sureda Vivot i de Santacília

## T
- Julià Tallades
- Jaume Terrassa
- Joan Maria Thomàs i Sabater
- Joaquim Togores i Fàbregues
- Josep de Togores i Sanglada
- Miquel Tomàs de Taixequet i Fluixà
- Caterina Tomàs i Gallard
- Ramon de Torrella
- Miquel Torres
- Josep Maria Tous i Maroto
- Jordi Trullols i Dameto
- Francesc Trullolls i Font de Roqueta

## V

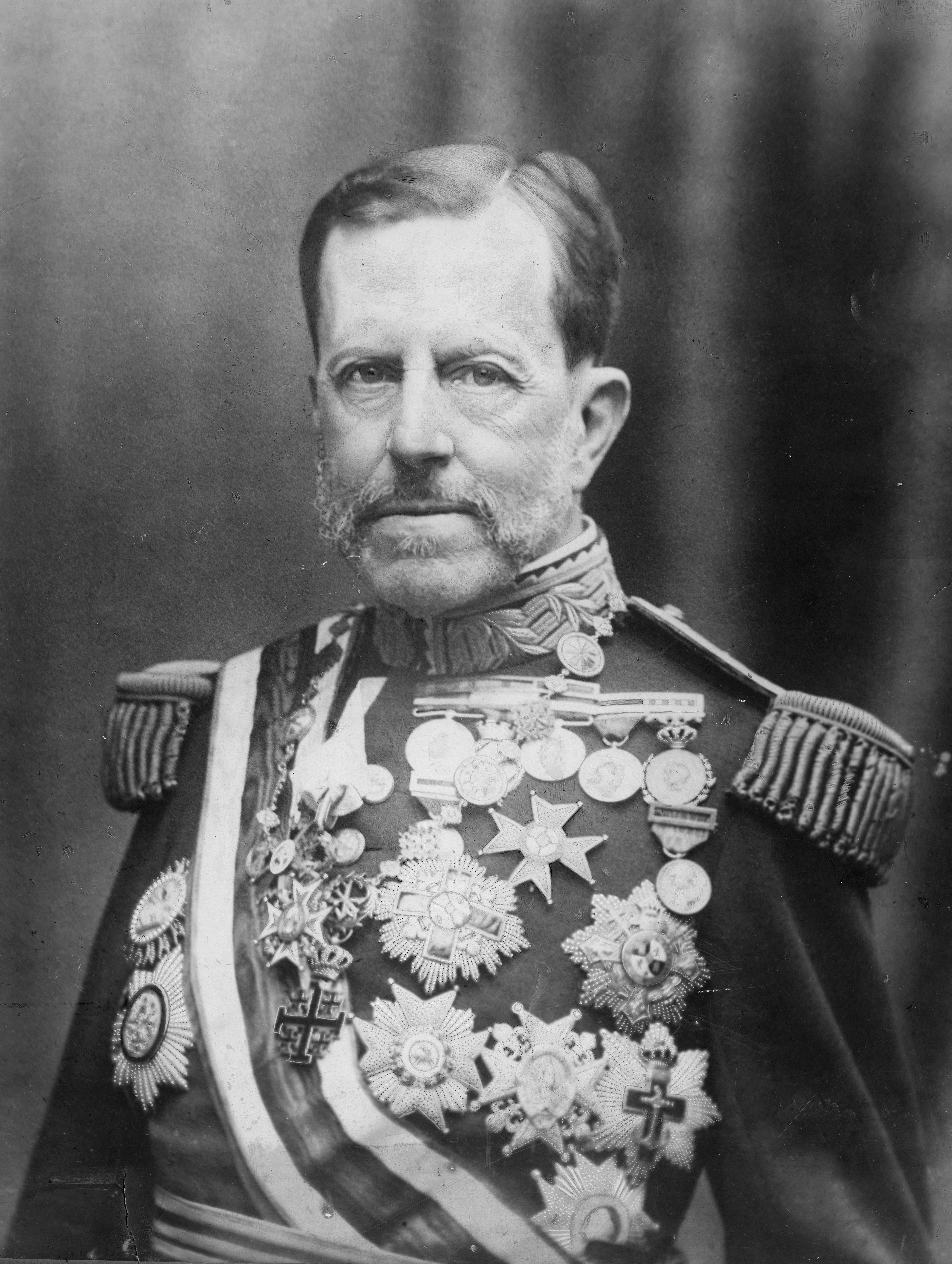
El general Weyler

- Miquel Bonaventura Vallès d'Almadrà i Orlandis
- Rafel Josep Verger Suau
- Sebastià Villa Olaria
- Jordi de Villalonga i Fortuny
- Llorenç Villalonga Pons
- Guillem Vives
- Valerià Weyler Nicolau[4]